# Spialia rosae
Espèce
Spialia rosae est une espèce de lépidoptères de la famille des Hesperiidae.

## Répartition
Cette espèce cryptique n'a été découverte qu'en 2016, et elle n'est pour l'instant connue que d'Espagne.

## Description
Spialia rosae ne semble présenter aucune différence morphologique avec l'espèce voisine Spialia sertorius, beaucoup plus répandue et avec qui elle peut cohabiter. 
Les deux espèces présentent cependant des différences constantes dans leur ADN mitochondrial, dans la structure chimique de leurs hydrocarbures cuticulaires, et surtout dans leur écologie : Spialia rosae utilise des plante-hôtes larvaires différentes (Rosa spp. au lieu de Sanguisorba spp.) et se rencontre en moyenne à des altitudes supérieures,.

## Classification
Le nom valide complet (avec auteur) de ce taxon est Spialia rosae Hernández-Roldán (d), Dapporto (d), Dincă (d), Vicente (d) & Vila (d), 2016.

### Publication originale
- (en) Juan L. Hernández-Roldán, Leonardo Dapporto, Vlad Eugen Dincă, Juan Carlos Vicente, Emily Hornett, Jindra Šíchová, Vladimir Lukhtanov, Gerard Talavera et Roger Vila, « Integrative analyses unveil speciation linked to host plant shift in Spialia butterflies », Molecular Ecology, vol. 25, no 17,‎ juillet 2016, p. 4267–4284 (DOI 10.1111/mec.13756).